# Royal Aircraft Factory S.E.4a
Royal Aircraft Factory S.E.4a là một mẫu máy bay trinh sát thử nghiệm của Anh trong Chiến tranh thế giới I.

## Tính năng kỹ chiến thuật
Dữ liệu lấy từ The British Fighter since 1912 
Đặc điểm tổng quát
- Kíp lái: 1
- Chiều dài: 20 ft 10 in (6,35 m)
- Sải cánh: 27 ft 5 in (8,36 m)
- Chiều cao: 9ft 5 in (2,87 m)
- Động cơ: 1 × Le Rhône, 80 hp (60 kW)

 Hiệu suất bay 
- Vận tốc cực đại: 90 mph (67 knot, 145 km/h) trên mực nước biển

Trang bị vũ khí

- Súng: 1× Súng máy Lewis .303 in